# Robert M. McCracken

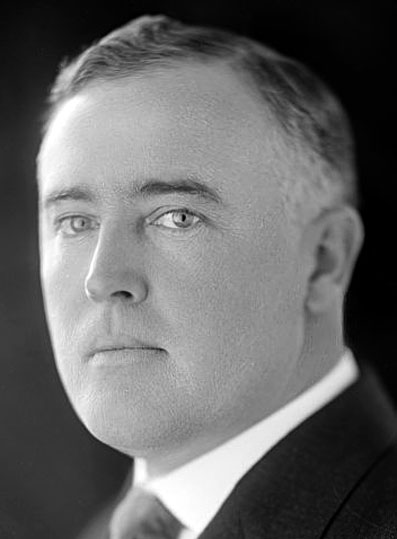
Robert M. McCracken

Robert McDowell McCracken (* 15. März 1874 in Vincennes, Indiana; † 16. Mai 1934 bei Emmett, Idaho) war ein US-amerikanischer Politiker. Zwischen 1915 und 1917 vertrat er den Bundesstaat Idaho im US-Repräsentantenhaus.

## Frühe Jahre und Aufstieg
Bereits im Jahr 1880 kam Robert McCracken nach Carmi in Illinois, wo er die öffentlichen Schulen besuchte. Im Jahr 1891 zog er nach Westen und ließ sich in Blackfoot (Idaho) nieder. Dort arbeitete er bis 1897 als Lehrer. Von 1897 bis 1902 war er bei der Bundeslandvermessung in Boise angestellt. Nach einem Jurastudium und seiner Zulassung als Rechtsanwalt begann er ab 1902 in Blackfoot in diesem Beruf zu arbeiten. Im Jahr 1903 war er Protokollführer im Repräsentantenhaus von Idaho. Zwischen 1904 und 1906 war McCracken Bezirksstaatsanwalt im Bingham County.

## Politische Laufbahn
Robert McCracken wurde Mitglied der Republikanischen Partei. Im Jahr 1906 wurde er in das Staatsrepräsentantenhaus gewählt, in dem er insgesamt vier Jahre lang verblieb. Seit 1907 war er in Boise ansässig, wo er auch als Rechtsanwalt arbeitete. 1914 wurde er in das US-Repräsentantenhaus gewählt, wo er am 4. März 1915 Burton L. French ablöste. Damals gab es nur einen Wahlbezirk in Idaho; da aber zwei Kongressabgeordnete zu wählen waren, wurde neben ihm noch Addison T. Smith in seinem Amt bestätigt, das er bereits seit März 1913 innehatte. Beide Kandidaten wurden im ganzen Staat ohne Wahlkreisaufteilung gewählt. Im Jahr 1916 wurde McCracken von seiner Partei nicht mehr nominiert. Sein Sitz ging am 4. März 1917 wieder an seinen Vorgänger Burton French.

## Weitere Laufbahn
Während des Ersten Weltkriegs war McCracken Hauptmann einer Einheit, die sich mit der chemischen Kriegsführung befasste. Nach dem Krieg war er wieder Rechtsanwalt in Boise. Im Jahr 1934 strebte er eine erneute Kandidatur für den Kongress an. Während des Vorwahlkampfs verunglückte er am 16. Mai 1934 bei einem Autounfall in der Nähe von Emmett tödlich. Robert McCracken wurde in Blackfoot beigesetzt.